# Fortunella (film)
Fortunella è un film del 1958 diretto da Eduardo De Filippo.

## Trama
Nanda Diotallevi, detta Fortunella, è una povera ragazza che vive nel quartiere romano dei rigattieri, ed è l'amante di uno di questi, Peppino. Per salvarlo va in prigione, addossandosi la responsabilità di un reato di ricettazione da lui commesso, ma quando viene rilasciata apprende che Peppino vive con un'altra donna, Amelia e dopo una scenata lascia il traditore. Nelle vicissitudini della sua travagliata esistenza Fortunella è sorretta da un'illusione, che è per lei ragione di vita: è infatti convinta di essere figlia illegittima del principe Guidobaldi, il cui palazzo sorge proprio nel suo quartiere. Ricorda di essere stata presa in braccio dal principe quand'era bambina, fatto cui riallaccia una sua fantastica storia. Fortunella incontra un giorno un professore vagabondo, Golfiero Paganica, il quale le promette il suo aiuto dopo aver sentito il suo racconto. Insieme alla ragazza egli entra in una compagnia di guitti che recitano sotto una grande tenda sulle rive del Tevere, ma la sua incontinenza provoca una serie di incidenti che mandano all'aria la rappresentazione. Fortunella si riunisce a Peppino, ma apprende poco dopo che Golfiero è ricoverato all'ospedale: il professore vagabondo di lì a poco muore e lascia in eredità a Fortunella uno chalet diroccato. Il principe Guidobaldi, che era legato da amicizia a Golfiero ed è il suo esecutore testamentario, chiama a palazzo Fortunella. La ragazza si fa coraggio e racconta al principe la sua storia, ma il vecchio signore è in grado di stabilire che, durante il periodo di tempo cui si riferisce la storia, lui si trovava in India. Fortunella è delusa e amareggiata, ma è decisa a staccarsi per sempre da Peppino. Rimarrà con i guitti, per poter rappresentare sulla scena quella parte di principessa che si era illusa le spettasse nella vita.

## Produzione
Il film, prodotto da Dino De Laurentiis e affidato alla regia di Eduardo De Filippo, fu girato negli studi De Laurentiis alla Vasca Navale di Roma. La colonna sonora, composta da Nino Rota, contiene il tema di Fortunella, poi riutilizzato dallo stesso Rota (con un ritmo più lento rispetto alla versione originale) come tema principale per la musica del più celebre Il padrino di Francis Ford Coppola.

## La critica
- Morando Morandini, nelle pagine de La Notte, di Milano del 15 marzo 1958 « È un film felliniano senza Fellini. La sceneggiatura è firmata dai tre autori che hanno realizzato I vitelloni, La strada, Il bidone, Le notti di Cabiria : Fellini, Flajano e Pinelli. La musica è di Nino Rota, che qui arriva al punto di plagiare se stesso, la fotografia è di Tonti. C'è intorno alla Masina un gruppo di attori caro a Fellini, Sordi, Silvani, la Marzi. E Fortunella è un personaggio che discende direttamente da Gelsomina e Cabiria. Dei film felliniani c'è tutto il barocchismo, il pittoresco, la solitudine, l'incomunicabilità tra gli uomini, l'anarchismo liberatorio. Se si aggiunge che la maggior parte della pellicola si svolge di notte, con una compagnia dei guitti il quadro è completo. La Masina lotta con il suo personaggio tentando faticosamente di dargli un'anima riuscendoci solo a tratti. Sordi, quasi inedito che disegna con un'intensità potente un personaggio da solidezza levantina...»